# 大田原友清
大田原 友清（おおたわら ともきよ）は、下野大田原藩の第8代藩主。

## 略歴
享保11年（1726年）7月21日（『寛政重修諸家譜』では享保5年（1720年））、第7代藩主・大田原扶清の6男として大田原で生まれる。兄・建清が早世したため、享保16年（1731年）4月11日に世子に指名される。元文5年（1740年）12月21日に従五位下・出雲守に叙任される。延享2年（1745年）、父の死去により家督を継いだ。
宝暦4年（1754年）9月から宝暦5年（1755年）9月まで駿府城加番を務めた。宝暦6年（1756年）に長男・寿清が早世したため、次男・庸清を世子とする。明和元年（1764年）8月、落度があって謹慎を命じられ、11月になって許された。
安永4年（1775年）2月8日、庸清に家督を譲って隠居する。安永5年（1776年）7月7日、江戸藩邸で死去した。享年51（または57）。

## 系譜
父母
- 大田原扶清（父）
- 伊田氏 - 継室（養母）

正室、継室
- 田村村顕の娘（正室）
- 大村純庸の娘（継室）

子女
- 大田原寿清（長男）生母は継室
- 大田原庸清（次男）
- 渡辺明
- 多田清定
- 芦野資豫